# 알바레즈사우루스상과
알바레즈사우루스상과(Alvarezsauroidea)는 수각류의 한 분류군이다. 알바레즈사우루스상과 공룡은 1990년대에서야 처음 발견되었지만 그 후로 이 분류군의 구성원의 수는 급격하게 늘어났다. 대부분의 알바레즈사우루스상과 공룡은 몸집이 작은편으로 몸길이는 0.5m~ 2.0m사이였다.
이 분류군의 분기도에서의 위치는 아직 명확하지 않다. 이 군은 백악기 말 대멸종때 절멸한다.